# Fajã de Fernando Afonso
A Fajã de Fernando Afonso pertence à freguesia dos Rosais, Concelho de Velas e costa norte da ilha de São Jorge. Situa-se entre a Fajã Amaro da Cunha e a Fajã Mata Sete. Quem vai até ao Parque das Sete Fontes e daqui se desloca até ao Miradouro da Fajã de Fernando Afonso e olha para baixo pode avistar esta fajã com todo o seu encanto.

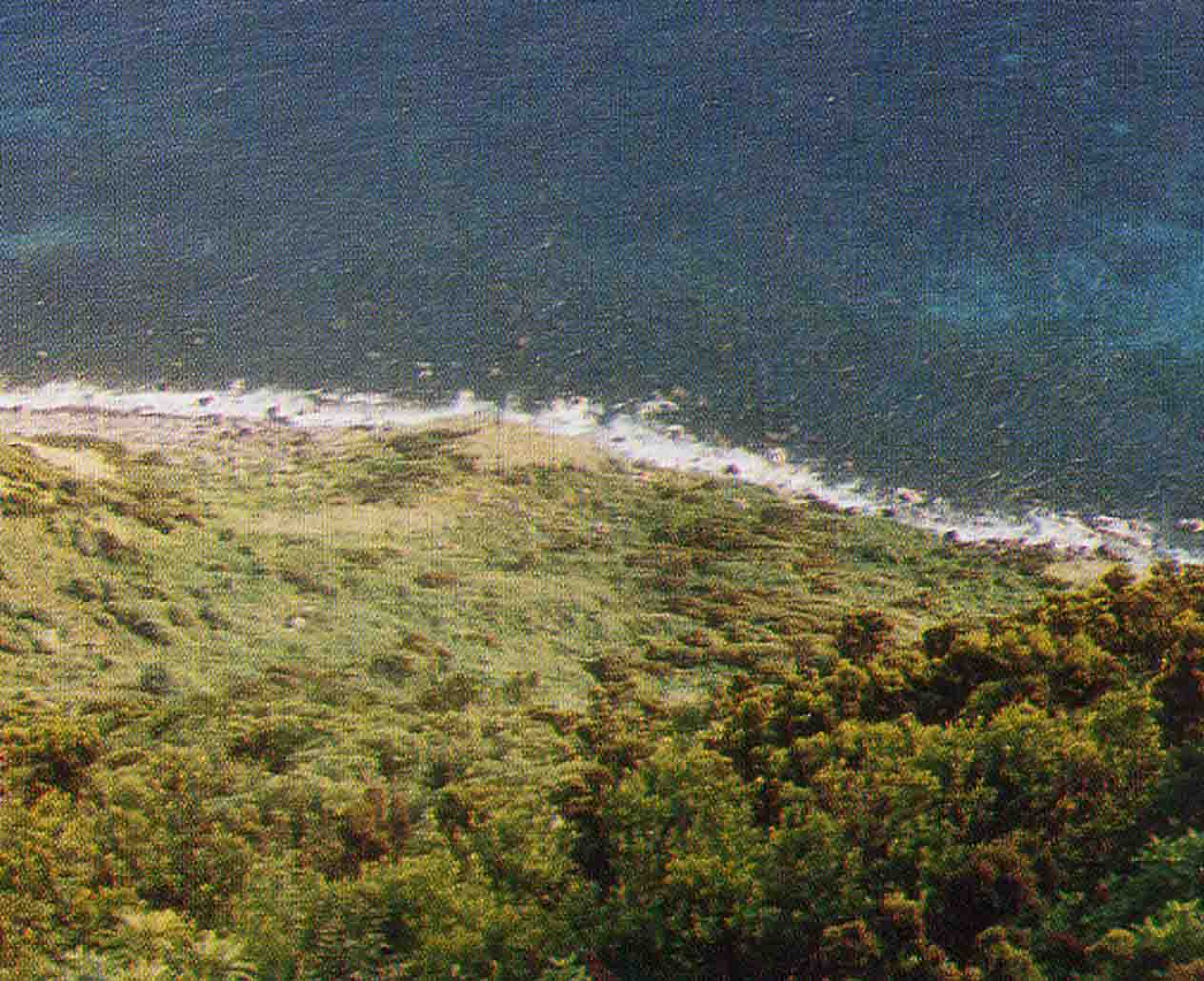
Fajã Fernando Afonso.

Pequena fajã encantada. Tinha duas casas onde as pessoas ficavam durante o período de cultivo das terras e vindimas, tanto de Inverno, como de Verão.
Como não podia deixar de ser as terras eram cultivadas de vinha, hortaliças, batata e inhames. O vinho era feito em lagares improvisados e fora das casas.
Mais uma vez foi o terramoto de 1980, ocorrido a 1 de Janeiro de 1980 o grande causador dos problemas desta fajã. Aos poucos as pessoas deixaram de cultivar as terras e a vinha deixou de ser tratada. Os campos aos poucos foram deixados ao abandono. Actualmente ainda existe alguma vinha na nesta fajã pois as suas uvas são de grande quantidade.
O mesmo tremor de terra destruiu a única fonte existente na fajã que corria todo o ano e com grande abundância de água pura e muito fresca.
Actualmente a fajã é ainda procurada para a pesca, pois tem excelentes pesqueiros e muito abundantes em pescado.
Como não podia deixar de ser mais uma vez a ausência do homem veio beneficiar a fauna e a flora.